# Songjiazhuang
Songjiazhuang (in cinese: 宋家庄站S, Sòngjiāzhuāng zhànP) è una stazione della linea 5, della linea 10 e della linea Yizhuang della metropolitana di Pechino.
Il 30 dicembre 2012, con l'inaugurazione della stazione della linea 10, Songjiazhuang è diventata la terza stazione del sistema metropolitano di Pechino a consentire l'interscambio con tre linee diverse, dopo le stazioni di Xizhimen e Dongzhimen.
Songjiazhuang rappresenta anche il capolinea meridionale della linea 5 e il capolinea settentrionale della linea Yizhuang.

## Storia
La storia della stazione Songjiazhuang si sviluppa lungo due decenni di espansione della rete metropolitana di Pechino.
Il 12 marzo 2004, la stazione viene inserita nel piano della seconda fase di costruzione della linea 10. A partire dal 1º febbraio 2006 iniziano i lavori di posa dei binari per la linea 5, completati poi il 15 luglio dello stesso anno. Il 7 giugno 2007, la struttura principale della stazione per la linea 5 viene completata, e il 7 ottobre la stazione entra ufficialmente in funzione in concomitanza dell'inaugurazione dell'intera linea.
L'8 agosto 2010 viene ultimata la struttura della stazione per la linea 10, mentre il 30 dicembre dello stesso anno Songjiazhuang diventa una fermata operativa anche sulla linea Yizhuang. Successivamente, il 30 dicembre 2012, entra in servizio anche la stazione della linea 10, completando così l’interconnessione delle tre linee.
Nel febbraio 2025 viene inaugurata la stazione degli autobus di Songjiazhuang.

## Posizione
La stazione di Songjiazhuang si trova nella zona sud-est di Pechino, nel distretto di Fengtai, tra la terza e la quarta Circonvallazione, all’incrocio tra Shiliuzhuang Road e Songzhuang Road, nel cuore dell’asse di sviluppo sud-orientale previsto dalla pianificazione strategica della città. A nord-ovest si trova il centro commerciale Beijing Fumao mentre a sud-ovest il centro commerciale Pumanshan. Le stazioni delle linee 5 e 10 sono disposte in direzione est-ovest, mentre quella della linea Yizhuang è orientata in direzione nord-sud.

## Struttura e impianti
La stazione Songjiazhuang si sviluppa su due livelli sotterranei e presenta una configurazione complessa per servire tre linee della metropolitana. La disposizione delle banchine della stazione di Songjiazhuang riflette, infatti, la complessità del nodo di scambio.
La linea 5 utilizza una configurazione ibrida, con una banchina laterale a sud e una banchina a isola a nord. La linea Yizhuang si trova sul lato sud e adotta una disposizione con soluzione spagnola, con una banchina a isola affiancata da due laterali, in una configurazione a T che si collega perpendicolarmente al capolinea della linea 5. La linea 10 è collocata a nord della banchina a isola della linea 5, in posizione parallela, e presenta tre binari con doppie banchine a isola.
Per consentire l'interscambio tra le linee, i passeggeri in arrivo sulla linea 5 possono salire direttamente sulla linea Yizhuang utilizzando la stessa banchina. I viaggiatori provenienti dalla linea 10 possono effettuare il cambio con la linea Yizhuang salendo al piano atrio nella zona a pagamento tramite scale o scale mobili. Allo stesso modo, i passeggeri della linea Yizhuang possono trasferirsi alle linee 5 e 10 salendo anch’essi al piano atrio nella zona a pagamento.
La stazione è dotata di nove accessi, indicati con le lettere A, B, C, D, E, F, G, H e I. L'ingresso G è accessibile ai portatori di handicap.

## Servizi
La stazione dispone di:
- Accessibilità per portatori di handicap (solo ingresso G)
- Ascensori
- Scale mobili
- Emettitrice automatica biglietti
- Servizi igienici
- Sportello automatico
- Stazione video sorvegliata
- Ufficio polizia

### Orari

#### Linea 5
Dalla stazione di Songjiazhuang sono attivi, tutti i giorni, i treni per Tiantongyuanbei dalle 5:19 alle 23:10.

#### Linea 10
Essendo una linea circolare, la linea 10 dispone di due percorsi concentrici che operano come segue:
- L'anello interno, da Bagou direzione Guomao, Songjiazhuang e Chedaogou, con tratte ridotte che terminano a Bagou o Chengshousi.
- L'anello esterno, da Bagou direzione Chedaogou, Songjiazhuang e Guomao, con tratte ridotte che terminano a Chedaogou.

Per il servizio dell'anello interno, la prima corsa da Songjiazhuang parte alle 5:07 mentre l'ultimo treno che esegue il percorso completo è alle 21:44. Per le tratte ridotte, l'ultimo treno con destinazione finale Bagou è previsto alle 23:28 mentre quello con termine a Chengshousi alle 22:05.
Riguardo all'anello esterno, la prima corsa è alle 5:36 mentre l'ultimo treno che esegue il percorso completo è previsto alle 21:36. L'ultima corsa ridotta direzione fino a Chedaogou parte da Songjiazhuang alle 23:22.

#### Linea Yizhuang
Songjiazhuang rappresenta il capolinea settentrionale della linea Yizhuang, per cui i treni partono esclusivamente in direzione del capolinea meridionale di Yizhuang. Dalla stazione di Songjiazhuang, tali treni sono attivi tutti i giorni dalle 5:59 alle 23:19.

## Interscambi
- Fermata autobus